# Argemiacris
Argemiacris is een geslacht van rechtvleugeligen uit de familie veldsprinkhanen (Acrididae). De wetenschappelijke naam van dit geslacht is voor het eerst geldig gepubliceerd in 1978 door Ronderos.

## Soorten
Het geslacht Argemiacris  is monotypisch en omvat slechts de volgende soort:
- Argemiacris platicercis (Ronderos, 1978)